# ポリーナ・ツェレブソーバ
ポリーナ・ツェレブソーバ（ロシア語: Полина Викторовна Жеребцова、1985年3月20日 - ）は、ロシアの小説家、詩人。チェチェン共和国出身で、三度にわたるチェチェン紛争を目撃した彼女の子ども時代の青春期の体験を描いたことで有名な『ガラス壷の中の蟻』の作者。彼女は、PENインターナショナルとロシア・ジャーナリスト組合のメンバーでもある。

## 生涯
彼女はナレーションと文章の2つのカテゴリーにおいて、エルサレムで、ヤヌス・コルチャック賞を受賞した。
2012年には、“良心の行動としてのジャーナリズムのために”与えられるアンドレイ・サハロフ賞を授与された。
彼女は、チェチェン・イングーシ自治ソビエト社会主義共和国にあるグロズヌイの様々な民族の血が混じった家に生を受けた。
2013年から、彼女は、政治亡命先であるフィンランドに住んでいる。
ポリーナの父は弁護士で、彼女の幼少期に亡くなり、母のエレーナは、大企業の商品部の上級マネージャーとして働いていた。彼女は仕事以外の時間を彼女の教育のために捧げた。
ポリーナは、トーラー（旧約聖書のモーゼ五書）、聖書、コーランを平等に尊重する家庭に育った。そして、彼女は幼少期から、宗教、歴史、哲学を学んだ。

## 主な作品
- 「ガラス壷の中の蟻、1994年から2004年のチェチェン共和国での日記」

この著書は、ウクライナ語、スロヴェニア語、フランス語、リトアニア語、フィンランド語、ドイツ語、ジョージア語、チェチェン語に翻訳されている。